# Plaines Wilhems

Distriktets läge.

Distriktet Plaines Wilhems är ett av Önationen Mauritius nio distrikt. Distriktet ligger på öns mellersta del.

## Geografi
Distriktet har en yta på cirka 203 km² och är det mest tätbefolkade. Befolkningen uppgår till cirka 380 500 invånare. Befolkningstätheten är 1 880 invånare / km². Plaines Wilhems är tillsammans med Moka de enda distrikten i Mauritius som saknar kust.
Inom distriktet ligger bland andra orten Ebene, bergstoppen Curepipe Point och höglandet Central Plateau.

## Förvaltning
Distriktet förvaltas av en mayor och ISO 3166-2 koden är "MU-PW". Huvudorten är Rose-Hill, största orten är Vacoas/Phoenix.
Distriktet är delad i Nedre Plaines Wilhems med huvudort Rose-Hill och Övre Plaines Wilhems med huvudort Curepipe.
Distriktet är vidare underdelad i 4 municipalities, Beau-Bassin/Rose-Hill, Quatre-Bornes, Vacoas/Phoenix och Curepipe.